# Mesmera
Mesmera, hrvatski glazbeni sastav iz Trogira. Sviraju melodični progresivni death metal. 

## Povijest
Osnovali su ga 2010. godine Hrvoje Crnković (bas-gitara) i Petar Brkić (gitara, "čisti" vokal). Uskoro su im se pridružili gitarist Ivo, bubnjar Jerko Vičić i Blaž Tomaš za vokalne dionice rike (vokali rike). Listopada 2011. objavili su svoj prvi EP Emptiness Foreseen te snimili spot za skladbu Destined to Ruin koji su objavili srpnja 2012. godine. Listopada 2012. bubnjar Jerko Vičić otišao je iz sastava zbog osobnih razloga i uskoro ga je sastav zamijenio Josipo Gruićem ali je također doveo novog gitarista Joška Civadelića. Prosinca 2014. godine Blaž je otišao iz sastava i nadomjestio ga je gitarist Joško. Mesmera je 2015. dovršila svoj prvi album Paralyzer pod etiketom Miner Records kasne 2016. godine. U isto su vrijeme Joško i Ivo napustili sastav, a zamijenili su ih Ante Balov i Dejan Zobenica.
Ime Mesmera su izabrali od 20 imena, a izvedenica je od engleske riječi "mesmerized" što u prijevodu na hrvatski znači hipnotiziran ili opčinjen. Ime EP-a Emptiness Foreseen su izveli iz stiha Selling empty visions of the better future iz pjesme Devour the core s EP-a koji opisuje društveno, političko, gospodarsko i moralno stanje u RH i šire. Cover art i design je radila Nives Dorić, a fotografije za booklet Maja Maljković. Glazbeni uzori su Metallica, Megadeth, Pantera, In flames, Nevermore, Annihilator, Kataklysm, Cannibal corpse, Porcupine tree.

## Diskografija
- Emptiness Foreseen, EP, samizdat, 2011.
- Paralyzer, studijski album, Miner Recordings, 2016.

## Članovi
Članovi u sadašnjoj i prijašnjim postavama:
- Petar Brkić - gitara/vokal
- Hrvoje Crnković - bas-gitara
- Josip Gruić - bubnjevi
- Ante Balov - vokal
- Dejan Zobenica - gitara

## Vanjske poveznice
- Facebook
- Discogs
- YouTube
- Encyclopaedia Metallum The Metal Archives